# Vierfleckiger Fadenkanker
Der Vierfleckige Fadenkanker (Paranemastoma quadripunctatum), auch Vierfleckkanker genannt, ist eine Art der zu den Weberknechten gehörenden Fadenkankern und in Europa beheimatet.

## Merkmale
Die Körperlänge beträgt 3 bis 4,5 mm. Der Körper ist schwarz gefärbt mit meist je zwei hellen Flecken an den hinteren Seiten des Prosomas. Diese „Goldflecken“ haben in etwa die Form einer schrägstehenden Acht und sind manchmal zu einem Fleck verschmolzen, meist jedoch zwar zusammenhängend, aber getrennt erkennbar. Die Größe, Zahl und Form dieser Goldflecken kann jedoch variabel sein. Auf dem Opisthosoma befinden sich kleinere helle Flecken. Die Beine sind dunkelbräunlich bis silberfarben und für einen Weberknecht mittellang. Die Femora weisen mehrere Pseudogelenke auf, oft unterschiedlich viele je Körperhälfte.

### Ähnliche Arten
Eine weitere heimische Art der Gattung stellt Paranemastoma bicuspidatum dar, die in der Alpenregion beheimatet ist. Im Osten des Verbreitungsgebietes des Vierfleckigen Fadenkankers lebt ebenfalls Paranemastoma kochii. In Südosteuropa gibt es eine Reihe weiterer Arten der Gattung.

## Verbreitung und Lebensraum
Das Verbreitungsgebiet der Art liegt hauptsächlich in Mitteleuropa. In Deutschland kommt die Art nördlich bis an den Rand der Mittelgebirge vor und fehlt im Norddeutschen Tiefland weitgehend. Im Süden ist die Art auch in den Alpen weit verbreitet und kommt generell in den meisten Gebieten Österreichs, der Schweiz und Sloweniens vor, lebt jedoch auch im Norden Italiens und Osten Frankreichs. Im Nordwesten kommt die Art bis nach Belgien, Luxemburg und in die Niederlande vor. Im Osten reicht das Verbreitungsgebiet bis nach Polen, Tschechien, der Slowakei und Ungarn. Möglicherweise kommt die Art auch darüber hinaus weiter nach Norden (bis nach Dänemark) und Süden (bis an den Rand des Mittelmeeres und somit auch bis nach Kroatien) vor. 
Die Art findet sich in feuchten Wäldern unter Falllaub, aber auch in offenem Gelände, wie Mooren, Verlandungszonen von Seen oder Schutthalden. Die Art bevorzugt nasse bis staunasse Stellen und findet sich häufig auch in der Nähe von Bachufern. Im Gebirge kommt die Art oft in alpinen Lärchen- und Zirbelwäldern vor.

## Lebensweise
Adulte Tiere leben noch über ein Jahr lang und sind daher zu allen Jahreszeiten anzutreffen, am häufigsten jedoch im Spätsommer. Sie überwintern gesellig unter Steinen.

## Taxonomie
Die Art wurde 1833 von Maximilian Perty unter dem Namen Phalangium quadripunctatum erstbeschrieben. Neben der Nominatform gibt es eine Unterart, nämlich Paranemastoma quadripunctatum moesiacum Roewer, 1919.